# 好間炭鉱専用鉄道好間線
好間炭鉱専用鉄道好間線（よしまたんこうせんようてつどうよしません）は、かつて福島県いわき市内郷綴町榎下の内郷駅と同市好間町北好間籬の北好間駅を結んでいた専用鉄道である。

## 路線データ
- 路線距離（営業キロ）：内郷 - 北好間 5.68Km
- 軌間：1067mm
- 複線区間：なし（全線単線）
- 電化区間：なし（全線非電化）
- 動力：内燃

## 運行形態
古河好間炭礦の石炭運搬線で、最盛期には最大27両の運炭車を引いて一日10往復した。

## 歴史
- 1904年（明治37年） 好間炭鉱、採炭開始。
- 1905年（明治38年） 平駅（現・いわき駅）まで馬車軌道を敷設。軌間762mm。全長6.84km。
- 1908年（明治41年） 平駅までの馬車軌道を廃し、綴駅（現・内郷駅）まで鉄道を敷設。軌間1067mm。全長5.68km。蒸気動力。国鉄が運転管理。
- 1915年（大正4年） 古河鉱業が買収。
- 1917年（大正6年） 鉱山専用発電所を建設。
- 1927年（昭和2年） 北好間坑から撤退。上好間坑が主坑となる。
- 1969年（昭和44年） 上好間坑も閉山。鉄道は休止状態になる。
- 1972年（昭和47年） 内郷駅の貨物取り扱い廃止に伴い正式に廃線。

## 廃線後の現状
- 鉄橋などの足跡あり[3]。
- 古河好間炭礦（株）専用鉄道橋梁[2][4]
- 古河好間炭礦（株）火力発電所[5][6]
- いわき市好間の常磐自動車道いわき中央インターチェンジ付近に廃線跡の橋がある。